# کونراد ویرنهیر
کونراد ویرنهیر (انگلیسی: Konrad Wirnhier; ۷ ژوئیهٔ ۱۹۳۷ – ۲ ژوئن ۲۰۰۲) تیرانداز اهل آلمان بود.
وی همچنین برندهٔ جوایزی همچون برگ بوی نقره‌ای شده‌است.
وی در مسابقات کشوری و بین‌المللی در مجموع برندهٔ ۱ مدال طلا، ۱ مدال برنز شده‌است.